# Minimalisme (art)
Pour les articles homonymes, voir Minimalisme.
Le minimalisme (ou art minimal) est un mouvement de l'art contemporain, apparu au début des années 1960 aux États-Unis, en réaction au lyrisme pictural de l'expressionnisme abstrait et en opposition à la tendance figurative et ironique du pop art. 
Le minimalisme est l'héritier du modernisme, et plus particulièrement du Bauhaus. Il fait sienne la maxime d'un des grands représentants du Bauhaus, Ludwig Mies van der Rohe : « less is more », l'amélioration d'une œuvre se faisant selon les minimalistes par soustraction.
Parmi les grands représentants du minimalisme, on trouve les sculpteurs Robert Morris, Carl Andre et Donald Judd, les peintres Frank Stella et Sol LeWitt, les musiciens La Monte Young, Terry Riley, Philip Glass et Steve Reich. Ces artistes ont en commun de privilégier le dépouillement formel, le réductionnisme et la neutralité.
La définition de la notion d’« art minimal » a été donnée à la fin de l'année 1965 par le philosophe analytique anglais Richard Wollheim dans Arts Magazine au sujet d'une exposition à la Green Gallery de New York.

## Minimalisme en peinture

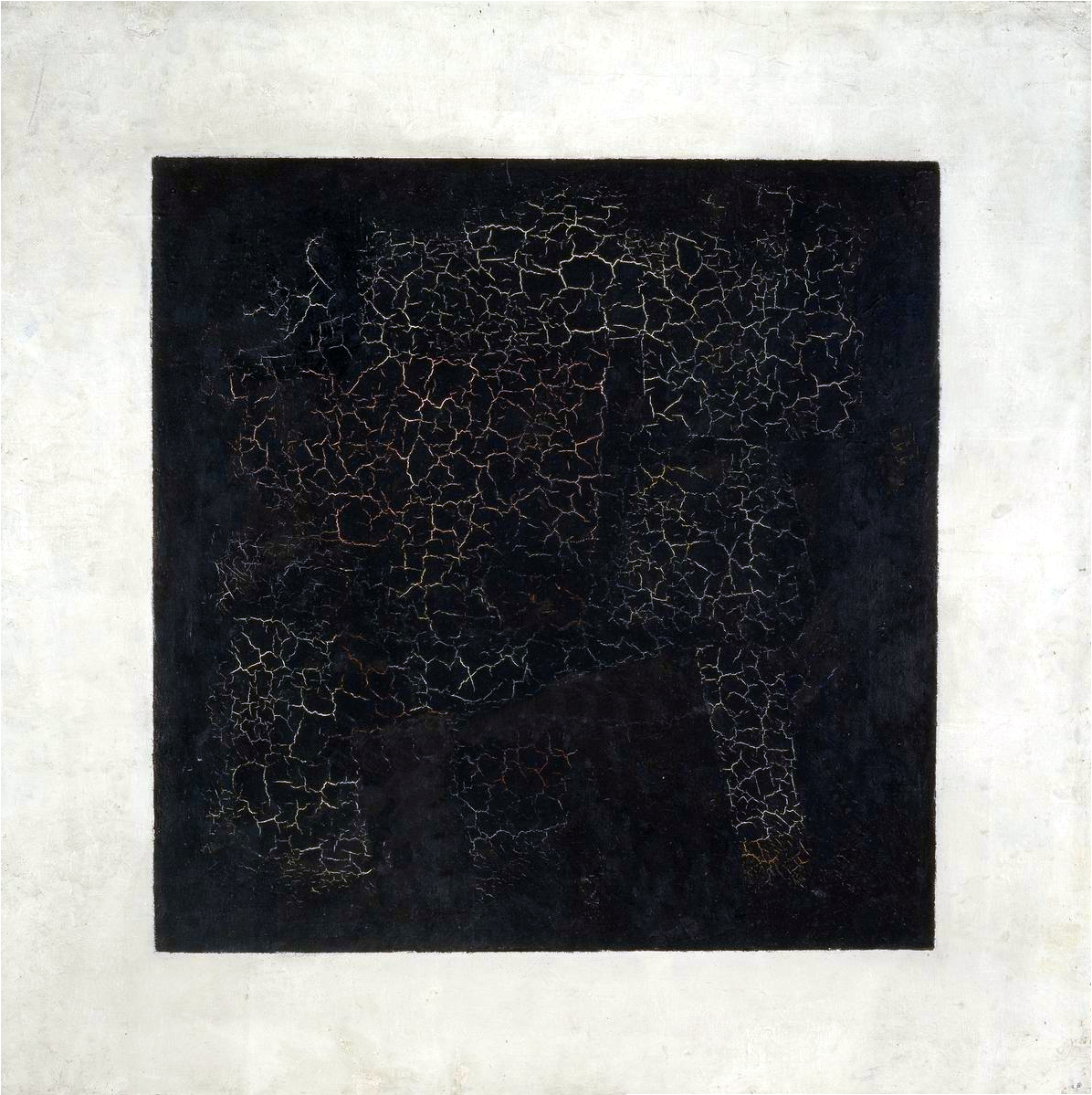
Carré noir sur fond blanc.

Les peintres minimalistes s'inspirent de deux grandes figures tutélaires, Malevitch et Ad Reinhardt. Le premier, tout d'abord, est un grand représentant du suprématisme, mouvement né en Russie en 1915 qui promeut une peinture « pure » et abstraite, dans laquelle les formes géométriques ont un grand rôle à jouer. Malevitch affirme que la peinture doit se libérer de toute représentation symbolique ou figurative et devenir non-subjective. Il réalise le fameux Carré noir sur fond blanc en 1915, qui fait table rase de l'ancienne tradition picturale héritée de la Renaissance et en déclare la mort. Dans cette lignée, Ad Reinhardt réalise tout au long des années 1960 et jusqu'à sa mort, des peintures monochromes en série qui font primer le vide et le néant.
Œuvrant à une redéfinition de l'art, et de la peinture en particulier, Frank Stella poursuit dans la lancée d'Ad Reinhardt en s'orientant vers l'abstraction géométrique. Il crée des tableaux-objets aux formes de châssis originales, montrant des lignes droites, concentriques ou diagonales, régulières et homogènes, qui doivent davantage à la largeur du pinceau utilisé qu'à la main de l'artiste. Il refuse l'interprétation en art : ce qu'il veut c'est dépersonnaliser l’œuvre d'art pour en finir avec les figures de génies torturés à l'égo surdimensionné à la Jackson Pollock. « Ma peinture est fondée sur le fait que seul s'y trouve ce qui peut y être vu », déclare Stella, « empêchant le spectateur d'analyser ce qu'il voit, et l'invitant à ne voir que l'efficacité de la forme telle qu'elle est, sans superflu ».
Les peintres minimalistes désirent limiter toute trace de facture picturale ou d'intervention de la main du peintre. Aussi, les œuvres minimalistes se composent généralement de deux ou trois couleurs et de formes basiques : ronds, carrés, lignes droites, etc. La simplicité est primordiale et il n'existe aucune représentation subjective derrière le minimalisme ; il est dénué de toute symbolique et ne cherche à jouer que sur les formes et les couleurs en évitant l'émotion au sens littéral du terme : un art dénué de sentiments, sans affect. 

## Minimalisme en sculpture

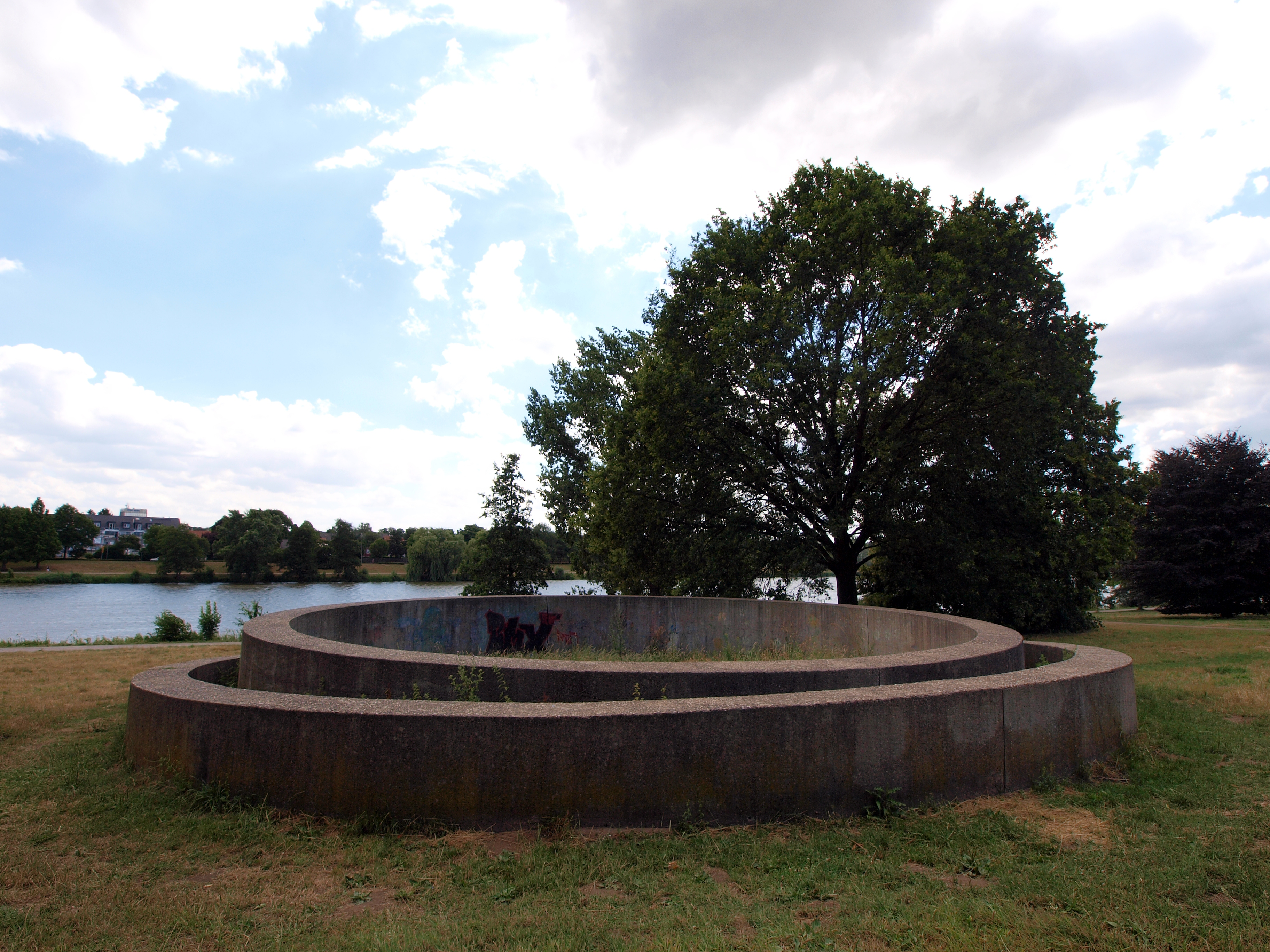
Sculpture, Sans titre. Donald Judd. Deux anneaux concentriques en béton. Münster.

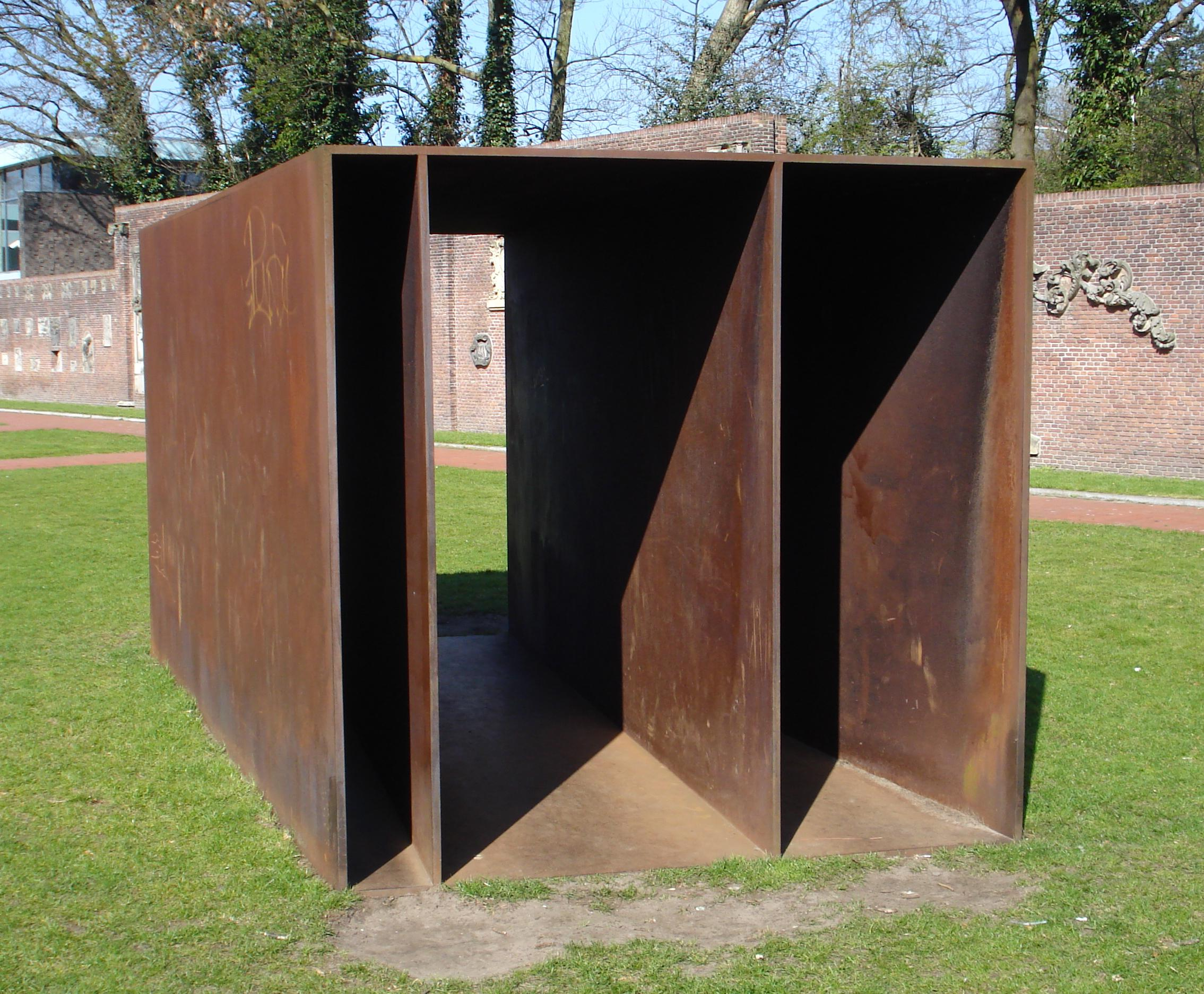
Sans titre. Acier, 1982. Donald Judd, Stadhouderslaan, musée communal, La Haye.

Les artistes minimalistes utilisent des structures simples, élémentaires, réalisées dans des matériaux simples et souvent laissés bruts (cuivre poli, acier), et des formes épurées, constituées d'éléments en deçà desquels la forme même se dissout : pavement faits de carreaux métalliques (Carl Andre), vastes feuilles de métal pliées ou roulées (Richard Serra), répétition de formes/volumes semblables (Donald Judd), morceaux de feutre lacérés et déformés par la seule action de la pesanteur (Robert Morris), compositions linéaires en tubes de néon blancs ou de couleur (Dan Flavin), barres creuses à section carrée forgées en courbes et contre-courbes (Albert Hirsch) sont des exemples caractéristiques d'œuvres minimalistes. Le choix des volumes géométriques simples sont à appréhender immédiatement pour ce qu'ils sont (sans artifice). Les couleurs, les matériaux individuels permettent de produire des objets qui n'ont aucune histoire émotionnelle et donc le contenu de la sculpture n'est autre que la sculpture elle-même, c'est une représentation minimale parce qu'elle se limite à l'essentiel.
En outre, le minimalisme prône une fusion des genres artistiques. Par exemple, l'œuvre Promenade de Richard Serra exposée au Grand Palais en 2008 invitait le spectateur, comme son titre l’indique à se mouvoir dans l’enceinte du bâtiment autour des cinq plaques d’acier. Ces promenades étaient « rythmées » par de la musique, et notamment celle de Philip Glass comme le souligne Olivier Mongin dans la revue Esprit.
Ces œuvres, sortes d'art-industrialisable, respectent des normes et un « système d'usage » qui indiquent la taille de chaque boîte installée, l'intervalle à respecter entre chacune d'elles, ou la distance avec les murs, permettant de reproduire l’œuvre n'importe où et à l'identique à partir d'éléments indépendants agencés suivant cet ordre. C'est ce que Walter Gropius appelle la « gestalt », la sensation du tout. Chaque élément est ainsi à la fois autonome et unique tout en faisant partie intégrante d'un tout : c'est leur relation ensemble qui crée quelque chose. Le terme minimalisme se lie ainsi au graphisme moderniste, la construction des deux s'articulant autour d'un même système de mesures avec la géométrie comme langage universel pur.

## Minimalisme en musique

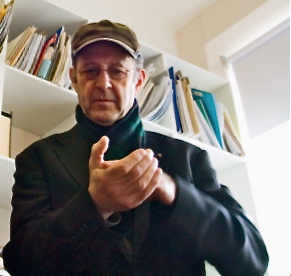
Steve Reich.

La musique minimaliste est une pratique de musique contemporaine apparue dans les années 1960 aux États-Unis. Ses représentants les plus connus sont : Steve Reich, Michael Nyman, John Adams, Philip Glass, Terry Riley, La Monte Young, Arvo Pärt… Le terme de minimaliste est généralement considéré comme étant peu adapté à cette musique, que l'on appelle également « répétitive », parce qu’elle est en partie basée sur un principe de répétition. Elle a des influences diverses, le sérialisme, l'avant-garde musicale américaine autour de John Cage, ainsi que le jazz, et les musiques extra-occidentales.
Le terme de musique minimaliste englobe un spectre assez large de styles, et se confond parfois avec la musique post-moderne. Les premières œuvres minimalistes utilisent effectivement un matériau assez dépouillé, avec l'utilisation de bourdons chez La Monte Young, ou de techniques de répétition, par décalage de phase chez Steve Reich, ou par addition/soustraction de motifs chez Philip Glass. Les œuvres postérieures s'écartent en revanche de plus en plus d'une utilisation « minimale » du matériau musical, en particulier chez John Adams.

## Minimalisme en architecture
Le mouvement minimaliste en architecture s'inscrit dans la démarche moderniste entreprise au début du XXe siècle par le Bauhaus, notamment par des architectes et designers comme Ludwig Mies van der Rohe, Marcel Breuer ou encore Le Corbusier. Il accorde une certaine place au vide, avec l'usage de matériaux modernes comme l'acier, le béton et le verre.

## Minimalisme en design

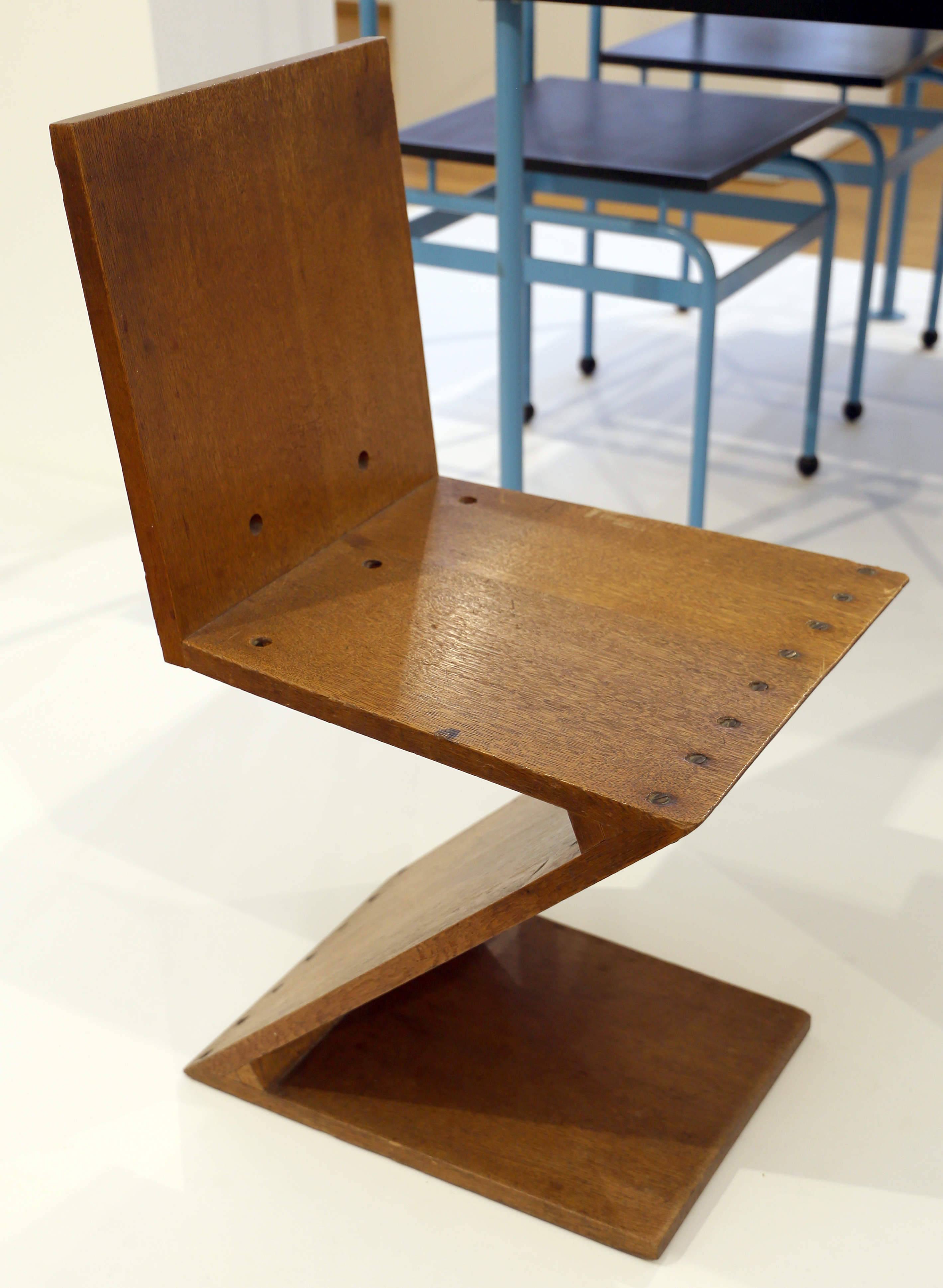
Chaîse Zig-zag.

Certaines créations de l'avant-guerre comme la chaise Zig-zag de Gerrit Rietveld peuvent aussi être qualifiées de « minimales ». Le travail de sculpteurs tels que Frank Stella ou Donald Judd a eu une influence sur des designers comme Shiro Kuramata. Donald Judd a également dessiné des meubles.
Parmi les designers pouvant être qualifiés de minimalistes on peut citer : Jean-Michel Frank, Marteen van Severen, Jasper Morrison, Jean-Marie Massaud, Ronan & Erwan Bouroullec ou Shiro Kuramata avec ses créations presque immatérielles.

#### Artistes du mouvement
- Carl Andre
- Jo Baer
- Daniel Buren
- Rosemarie Castoro
- Mary Corse
- Dan Flavin
- Philip Glass
- Judith Gerowitz
- Félix González-Torres
- Dan Graham
- Donald Judd
- Antón Lamazares
- La Monte Young
- Sol LeWitt
- Agnès Martin
- John McCracken
- François Morellet
- Robert Morris
- Olivier Mosset
- Bruce Nauman
- Michel Parmentier
- Steve Reich
- DoDoU
- Terry Riley
- Richard Serra
- Frank Stella
- Niele Toroni
- Bernard Villers

#### Théoriciens
- Donald Judd
- Lucy Lippard
- Richard Wollheim

#### Mouvements proches
- Musique minimaliste ou répétitive
- Art conceptuel
- Arte povera
- Mode minimaliste